# Ílion
Ílion (grec moderne : Ίλιον, nom officiel) ou Ílio (Ίλιο), jusqu’en 1994 Néa Liósia (Νέα Λιόσια), est un dème près d'Athènes en Grèce.

## Géographie
Ilion se trouve au sud-est du mont Aigaleo, à 6 km au nord-ouest d'Athènes. La ville a une superficie de 9 453 km2.

## Population
| 1951  | 1961   | 1971   | 1981   | 1991   |
| ----- | ------ | ------ | ------ | ------ |
| 5 460 | 31 810 | 56 127 | 72 427 | 78 326 |

| 2001   | 2011   | 2021   | - | - |
| ------ | ------ | ------ | - | - |
| 80 859 | 84 793 | 84 004 | - | - |

## Jumelages
| Ville | Ville                | Pays | Pays      | Période                    |
| ----- | -------------------- | ---- | --------- | -------------------------- |
|       | Armilla              |      | Espagne   |                            |
|       | Corigliano d'Otranto |      | Italie    |                            |
|       | Jéricho              |      | Palestine | depuis le 8 septembre 1999 |
|       | Tulcea               |      | Roumanie  |                            |